# Pallastaler

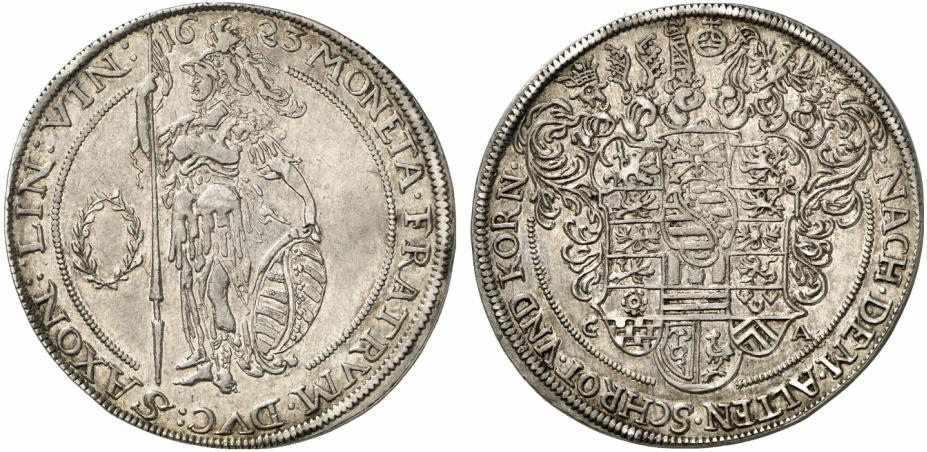
Herzogtum Sachsen-Weimar, Johann Ernst und seine fünf Brüder (1622–1626), Pallastaler von 1623 aus der Münzstätte Weimar (Durchmesser 41 mm)

Der Pallastaler, Schreibweise auch Pallas-Taler, ist ein Reichstaler von Sachsen-Weimar, der unter Johann Ernst und seinen fünf Brüdern (1622–1626) in den Jahren 1622 und 1623 geprägt wurde. Die Vorderseite zeigt die stehende Saxonia als griechische Göttin Pallas Athene, die Rückseite das Gesamtwappen mit der Umschrift NACH DEM ALTEN SCHROT VND KORN, um den Taler von den Kippertalern zu unterscheiden.

## Münzgeschichte
Nachdem Sachsen-Weimar die Prägung von Kippermünzen (Landmünzen) eingestellt hatte, wurde im Herzogtum wieder nach der Reichsmünzordnung von 1559 geprägt. Die ersten bereits 1622 in Reinhardsbrunn ausgebrachten vollhaltigen Taler, die sogenannten Pallastaler, waren Reichstaler mit der Rückseitenumschrift NACH DEM ALTEN SCHROT VND KORN. Mit dieser Umschrift sollte die Vollwertigkeit der Münze ausdrücklich dokumentiert werden, da in Thüringen und Kursachsen noch 1623 Kippermünzen geprägt wurden. – Siehe dazu Kippermünzstätten von Kursachsen. Fernerhin fällt auf, dass die Umschrift in deutscher Sprache aufgeprägt wurde, wie das auch bei Münzen anderer Münzherren nach Perioden schlechten Gelds mitunter der Fall war. Gebräuchlich wurde die deutsche Umschrift auf den Umlaufmünzen der Wettiner erst im Jahr 1817.
Anmerkung: Die völlig gleiche Umschrift zur Bezeichnung der Güte wurde schon auf Münzen Herzog Georgs von Sachsen (1500–1539) während der Zeit der sächsischen Münztrennung verwendet. Von 1530 bis Ende 1533 ließ Herzog Georg in den Münzstätten Freiberg, Leipzig und Annaberg nach der bisherigen Güte münzen, obwohl Kurfürst Johann von Sachsen (1486/1525–1532) seine Gepräge in den Münzstätten Zwickau und Buchholz im Feingehalt verringert hatte.

### Aus Köhlers Münzbelustigung

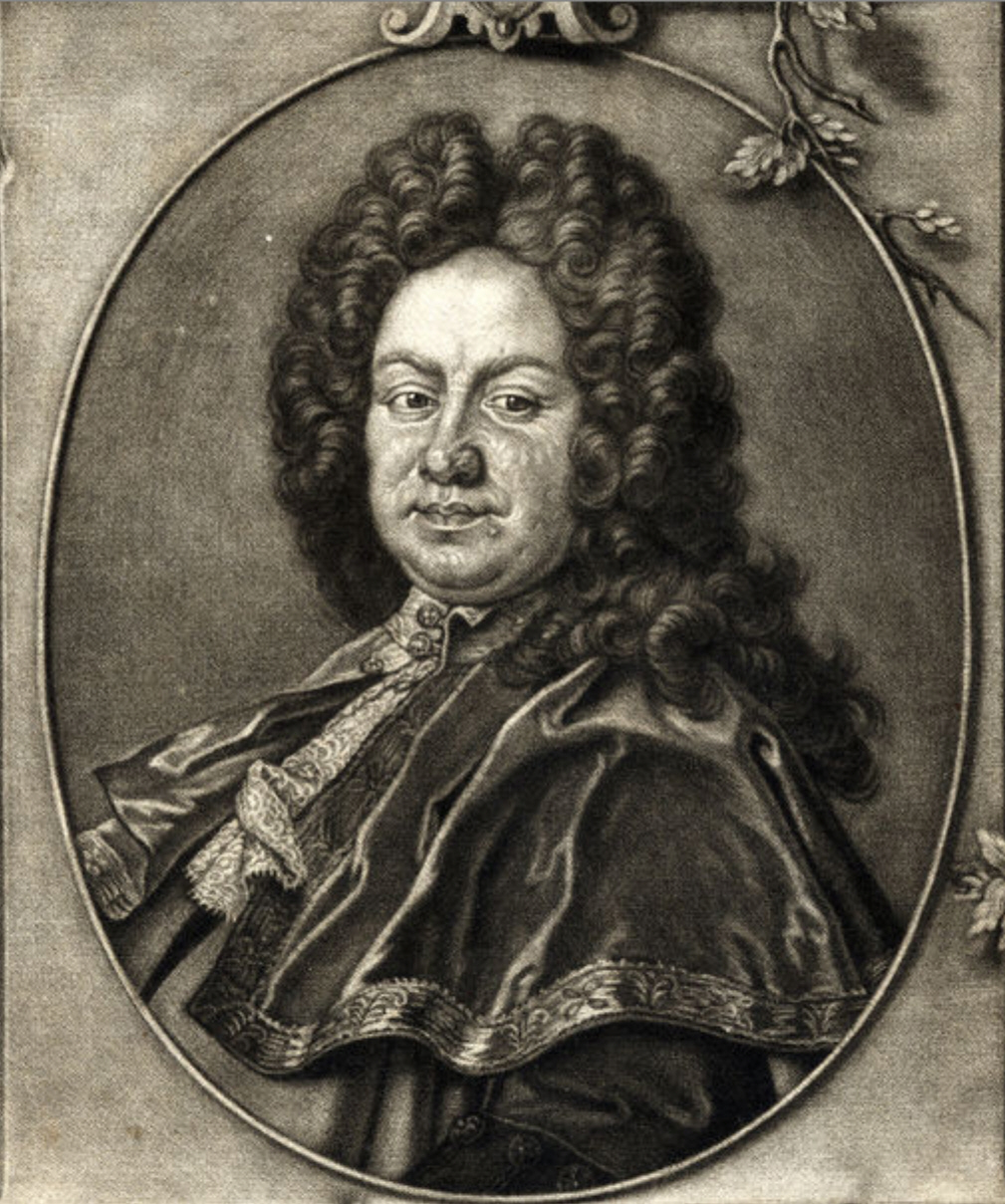
J. D. Köhlers Erklärung der Pallastaler bezieht sich auch auf die Zeit der Münzverfälschung.

Die vollwertigen Pallastaler wurden noch in der Kipper- und Wipperzeit geprägt. Damit, so Köhler, macht die „Weimarische Linie den Anfang, wieder gutes Geld zu schlagen […]“. Vorher, in der Zeit der Münzverfälschung, wurde in Sachsen-Weimar mit Vertrag vom 13. Februar 1622 festgelegt, dass „solange die Münznutzung, wie sie es glimpflich nennen, [funktioniert], sie jährlich 30.tausend Gulden zu dem Weimarischen Kirchen- und Schloss-Bau [verwenden].“
Nach diesem Vertrag sollen jährlich u. a „18 Professoribus […] der Universität Jena 1800 Gulden, jedem 100 Gulden in Gnade ausgezahlet [werden].“
Der Historiker und Numismatiker Johann David Köhler bewertete diesen Vertrag nach den verheerenden Folgen der Kipper- und Wipperinflation:

„Ich hätte demnach nichts von diesen unrechtmäßigen Gewinn haben mögen, [weil] die Reichs-Satzungen […] verbiethen, aus dem Münz-Regal ein gewinnsichtiges Gewerbe zu machen […]. Durch das ausgemünzte schlechte Geld, wovon der angezeigte große Profit gezogen wurde, [haben] viel tausend andere Menschen Schaden gelitten.“

Anmerkung: An der schweren Krise des deutschen Münzwesens, deren Höhepunkt zwischen 1620 und 1622 lag, hatte selbst der Kaiser mit der Prägung von Kippermünzen einen Anteil.

## Münzbeschreibung
Der sogenannte Pallastaler kommt in zwei Varianten mit den Jahreszahlen 1622 und 1623 vor. Auf der Vorderseite des Talers von 1622 fehlt der Kranz. Der im Reichsmünzfuß geprägte silberne Taler hat einen Durchmesser von 41 Millimeter und wiegen ca. 29 Gramm.
Die Beschreibung betrifft den Taler von 1623 (siehe Bild oben).

### Vorderseite
Die Vorderseite zeigt die stehende Saxonia als Pallas Athene mit Helm und Lanze an der sich eine Fahne befindet. Mit der linken Hand hält sie das Schild mit dem Wappen des Herzogtums Sachsen. Im Münzfeld befindet sich ein Lorbeerkranz, oben die geteilte Jahreszahl 16 – 23.
- Umschrift: ∙ MONETA ∙ FRATRVM ∙ DVC(es) : SAXON(niae) : LIN(eae) : VIN(ariensis) : 16 – 23[11]
  - Übersetzung: Münze der Brüder, Herzöge von Sachsen, Linie Weimar.

### Rückseite
Auf der Rückseite befindet sich das sechsfach behelmte Wappen mit 17 Feldern und dem Herzschild des Herzogtums Sachsen, oben ein kleiner Reichsapfel, unten geteilt das Münzmeisterzeichen G – A des Münzmeisters Gabriel Andrae der Münzstätte Weimar.
- Umschrift: ∙ NACH ∙ DEM ∙ ALTEN ∙ SCHROT ∙ VND KORN ∙